# Sordana sordida
Sordana sordida är en insektsart som beskrevs av Carl Stål 1854. Sordana sordida ingår i släktet Sordana och familjen dvärgstritar. Inga underarter finns listade i Catalogue of Life.